# 笹野積次
笹野 積次（ささの せきじ、1914年 - 2004年以前）是一位出生於靜岡縣的足球選手。

## 生平
他是靜岡縣立志太中學校（現今靜岡縣立藤枝東高級中學）的第四期學生，同學校的第五期學生松永行是晚他一年的學弟。
畢業後，他進入早稲田大學，並加入了A級足球部。在他就讀大學期間，他被選為柏林奧運的日本代表，但未參加比賽。
此外，在他就讀大學的1938年6月，他成為了第18屆天皇杯全日本足球選手權大會的冠軍成員。退休後，他成為了靜岡縣的一名公務員。
值得注意的是，他的確切逝世日期不詳，但據報導，他在2004年3月時已故去。

## 所屬球隊
- 靜岡縣立志太中學校（現今靜岡縣立藤枝東高級中學）
- 早稲田大學

## 關連項目
- 早稲田大學知名人物列表
- 日本足球柏林奇蹟